# Maudie
Tình Yêu Của Maudie (tên tiếng Anh: Maudie) là một bộ phim tiểu sử kịch tính ra mắt vào năm 2016, được đạo diễn bởi Aisling Walsh với hai diễn viên chính tham gia là Sally Hawkins và Ethan Hawke. Bộ phim là sự hợp tác sản xuất giữa hai nước Ai-len và Ca-na-đa. Maudie kể về cuộc đời của Maud Lewis, nữ họa sĩ nổi tiếng người Canda ở Nova Scotia. Câu chuyện của bộ phim bắt đầu bằng cảnh Maud Lewis (Sally Hawkins) đang phải chiến đấu với căn bệnh viêm khớp dạng thấp, chật vật với ký ức về đứa con đã qua đời và đối mặt với sự hoài nghi về khả năng của cô đến từ gia đình, trước khi cô phải chuyển đến sống cùng một người bán cá với tư cách là người giúp việc. Mặc dù tính cách khác nhau, nhưng sau cùng họ cũng kết hôn với nhau trong thời gian Maud đang trở nên nổi tiếng. Bộ phim được quay tại Newfoundland và Labrador và đoàn phim đã xây dựng lại căn nhà nhỏ nổi tiếng của Maud tại đây để bộ phim thêm tính chân thật

## Cốt truyện
Ở thị trấn Marshalltown, Nova Scotia, có một người phụ nữ bị viêm khớp nặng tên là Maud Dowley, cô ta sống cùng dì của mình, Ida (Rose Gabrielle) và người anh trai, Charles (Zachary Bennett). Một ngày nọ, anh trai Charles của cô đã bán ngôi nhà của hai anh em, một kỷ vật mà cha mẹ đã để lại cho họ, khi cô bị biết được điều đó, cô đã bị sốc rất nhiều. Cũng trong đêm đó, Maud đã một mình đi đến hộp đêm tại địa phương và khi cô trở về thì Ida đã mắng cô rất nhiều. Vì Maud đã từng mang thai và sinh con, nhưng Charles và Ida đã nói rằng đứa con của cô ấy đã bị khuyết tật và qua đời.
Sang ngày hôm sau, Maud đã đi đến một cửa hàng gần nhà. Tại đây, cô đã gặp được Everett Lewis (Ethan Hawke), một người bán cá cao to và bặm trợn. Anh ta đang dán một tờ giấy tìm kiếm người giúp việc cho căn nhà của anh ta. Do căn nhà của cô đã bị bán đi nên Maud đã nhanh chóng nắm bắt cơ hội, cô gọi điện cho Everett để xin làm người giúp việc với điều kiện là cô sẽ sinh sống tại căn nhà của anh và Everett đã đồng ý. Do ngôi nhà của Everett khá nhỏ nên hai người phải ngủ chung trên một giường. Và điều này đã tạo ra một tin đồn trong thị trấn rằng Maud chỉ là một người được Everett thuê để thỏa mãn nhu cầu tình dục của anh. Trong khi đang dọn dẹp căn nhà một cách khó khăn do những triệu chứng của căn bệnh viêm khớp quái ác, Maud đã vô tình tìm được một vài lọ màu sơn cũ. Với sự yêu thích hội họa trong người, Maud đã dùng chúng để vẽ những bông hoa trên kính cửa sổ. Rồi từng ngày, những hình vẽ của cô xuất hiện ngày càng nhiều và ở mọi nơi như tường, cửa,... Ngoài ra, cô còn mua những tấm thiệp rồi vẽ lên nó. Không chỉ vẽ, cô còn sơn lại những món đồ, cầu thang, cửa,... với những gam màu tươi tắn. Và những việc đó đã giúp cô cải thiện khả năng vẽ của mình, đồng thời khiến cho căn nhà của Everett ngày càng đẹp đẽ và tươi tắn hơn. Một ngày nọ, cô gặp được khách hàng của Everett, Sandra (Kari Matchett), một cô gái đến từ thành phố New York. Sandra đã bị ấn tượng, thu hút và hấp dẫn bởi những hình vẽ, đặc biệt là những tấm thiệp của Maud và cô quyết định mua chúng. Vài ngày sau, Sandra trở lại gặp Maud và yêu cầu Maud vẽ một bức tranh lớn hơn với giá tiền là 5 đô-la và Maud đã đồng ý.
Trong khoảng thời gian chung sống, Maud và Everett đã nảy sinh tình cảm với nhau. Maud đã khiến Everett cưới cô vàọ đã trở thành vợ chồng. Còn những bức tranh của cô thì ngày càng được nhiều người biết đến và quan tâm, thông tin của cô cũng được nhiều người đưa tin đăng lên, và Maud đã quyết định bán những bức tranh của cô tại căn nhà nhỏ đầy màu sắc của cô và Everett. Và một người những người đã mua bức tranh của Maud đó chính là Tổng thống thứ 37 của Hoa Kỳ, Richard Nixon, lúc bấy giờ, ông đang làm Phó Tổng thống thứ 36 của Mỹ. Ông đã liên lạc đến The Lewise và mua một bức tranh. Qua những tin tức trên TV về cuộc sống của Maud và Everett, Everett đã bị nhiều người xem cho rằng ông là một người lạnh lùng và tàn nhẫn. Điều đó đã khiến anh rất bối rối. Trong khi đó, Dì Ida đang nằm trong viện với sức khỏe đang ngày càng yếu đi, Ida cũng thấy được những tin tức về đứa cháu Maud của mình. Biết được tin về sức khỏe của Ida, Maud đã nhanh chóng đến gặp bà trước khi bà qua đời.
Trong lúc gặp mặt, Ida đã nói với Maud rằng cô chính là người mang họ Dowley duy nhất tìm được hạnh phúc của đời mình và đồng thời bà cũng thừa nhận rằng đứa con gái của Maud chưa chết. Do tin rằng Maud không thể chăm sóc đứa con của cô, nên Charles đã quyết định nhận nuôi cô bé rồi bán cô bé cho một gia đình danh giá. Điều đó đã khiến cho tâm hồn Maud tan vỡ và suy sụt, họ đã hại cuộc sống của Maud. Everett đã nhận ra và tin rằng mối quan hệ của họ chẳng mang lại điều gì cho bản thân anh trừ sự đau khổ về tình cảm. Và hai người đã quyết định chia tay nhau.
Sau đó một thời gian, Maud và Everett đã làm hòa với nhau. Everett đưa cô đến ngôi nhà của người đã nhận nuôi con gái cô, Catherine Dowley, nơi mà từ xa cô có được lần đầu tiên nhìn thấy đứa con gái lớn của mình. Tuy nhiên, lúc ấy thể trạng của Maud đang dần xấu đi và cuối cùng cô đã ra đi tại một bệnh viện vào ngày 30 tháng 7 năm 1970. Trước khi trút hơi thở cuối cùng, Maud đã nói với Everett rằng cô rất yêu anh.

## Sản xuất

### Quá trình phát triển
Theo nhà sản xuất Mary Sexton, quá trình nỗ lực làm một bộ phim tiểu sử về Maud Lewis đã được thực hiện và kéo dài trong 10 năm. Sau khi biên kịch Sherry White gửi sản phẩm của mình cho đạo diễn Aisling Walsh để xem xét, Aisling đã đồng ý cam kết thực hiện dự án này. Aisling cũng đã chia sẻ rằng cô đã liên lạc với quản lý của mình để đồng ý thực hiện bộ phim chỉ sau khi cô đọc khoảng 30 trang. Cô đã nói rằng bộ phim này là để kỷ niệm một người phụ nữ tuyệt vời, đạo diễn Aisling cho biết "Maud đã làm việc rất chăm chỉ trong điều kiện khắc nghiệt (bệnh viêm khớp thấp) như vậy". Tuy nhiên, các nhà làm phim đã không chọn nhấn mạnh điều kiện vật lý khắc nghiệt này của Maud để làm chủ đề phim vì họ cho rằng điều đó không tạo nên toàn bộ bản sắc đẹp đẽ của Maud Lewis. Đạo diễn Aisling đã mô tả rằng tiểu sử của Maud là một câu chuyện mang đậm chất Canada, và đặc biệt là mang đầy màu sắc của Nova Scotia.

### Quá trình chọn diễn viên
Aisling Walsh đã gửi cho nữ diễn viên tài năng Sally Hawkins, những bức tranh và ảnh của Maud để cô nghiên cứu. Và sau quá trình cố gắng, chăm chỉ nghiên cứu ấy, Sally đã có một màn diễn xuất đầy ngoạn mục và thành công trong bộ phim Maudie với vai diễn Maud Lewis. Còn về vai diễn Everett Lewis, lúc ban đầu vai diễn này được giao cho nam diễn viên Sean Bean, nhưng do kẹt lịch quay của một bộ phim khác nên cuối cùng vai diễn ấy đã được giao lại cho nam diễn viên điển trai Ethan Hawke. Ethan tiết lộ rằng anh đã đồng ý nhận vai diễn này là do sự yêu thích đối với vùng Đại Tây Dương Canada.

### Quá trình quay phim
Bộ phim được quay tại thành phố St. John's, Newfoundland và Labrador vào mùa thu năm 2015 với sự tài trợ của The Newfoundland And Labrador Film Development Corporation "Tập đoàn Phát triển Phim của Tỉnh Newfoundland và Labrador". Lí do Aisling chọn bối cảnh quay phim tại Canada là do Vịnh Trinity và Thị trấn Keels tại nơi này khiến cô nhớ đến khu vực Digby vào những năm 1930 và 1940.
Ngoài đời thật, Lewis có một ngôi nhà rất nhỏ với độ cao 10 ft × 12 ft (tương đương với 3,0 m × 3,7 m) và đạo diễn Aisling Walsh muốn tạo ra một bản sao chính xác, nhưng ngôi nhà sẽ phải được mở rộng để phù hợp một đoàn làm phim. Aisling đã đích thân vẽ một số bông hoa trên tường. Đoàn phim cũng dành nhiều thời gian để bắt những con chuồn chuồn trong nhiều tuần để lột tả sự tồi tàn của ngôi nhà, đặc biệt là cảnh Maud cố gắng thuyết phục Everett mua một cánh cửa.

## Phát hành
Maudie có buổi ra mắt thế giới tại 2016 Liên hoan phim Telluride, trước khi chiếu tại một số liên hoan phim lớn của Canada như Liên hoan phim Đại Tây Dương, Liên hoan phim quốc tế Calgary và Liên hoan phim quốc tế Vancouver. "Tình Yêu Của Maudie" được giới thiệu trong phần Thuyết trình đặc biệt tại Liên hoan phim quốc tế Toronto 2016  và được trình chiếu tại Liên hoan phim quốc tế Berlin 2017.
Sony Pictures Classics có được quyền độc quyền phân phối phim tại Mỹ vào ngày 16 tháng 6 năm 2017. Vào ngày 27 tháng 4 năm 2017, nó được chiếu trên 30 màn hình, một nửa trong số đó là ở vùng Đại Tây Dương Canada, trong khi đó Mongrel Media cũng lên kế hoạch phát hành tại Vương quốc Anh, Châu Âu, Úc và Nhật Bản vào cuối năm 2017.

## Tiếp nhận

### Phòng vé
Tại Canada, bộ phim đã thu về 1 triệu đô la vào ngày 3 tháng 5, trên 76 rạp chiếu. Nó được đặt đầu tiên trong phòng vé Đại Tây Dương, thu về 4,000 đô la. Mongrel tuyên bố rằng tại một số rạp chiếu, Maudie đã vượt trội so với bộ phim hành động nổi tiếng The Fate Of The Furious (Tựa Việt: Quá Nhanh Quá Nguy Hiểm 8).
Trong ba ngày đầu tiên ở Mỹ, Maudie đã kiếm được 49,842 đô la tại bốn rạp chiếu phim ở Los Angeles và New York. Bộ phim đã thu được 6,191,760 đô la ở Bắc Mỹ và 3,543,354 đô la ở các lãnh thổ khác, với tổng số tiền trên toàn thế giới là 9,735,114 đô la.

### Đánh giá
Trên Rotten Tomatoes, bộ phim đạt tỷ lệ 88% Cà Chua Tươi dựa trên 138 đánh giá, với điểm trung bình là 7/10. Trên Metacritic, bộ phim có điểm trung bình là 65 trên 100, dựa trên 34 nhà phê bình.
Trong Variety, Peter Debruge cho biết “nhân vật Lewis nổi bật vì "sự lạc quan vô định", bất chấp điều kiện sống với người chồng cộc cằn và ngôi nhà nhỏ”.Phóng viên của tờ The Hollywood Porter, ông Todd McCarthy, đã khen ngợi Đạo diễn hình ảnh của bộ phim và nữ diễn viên Sally Hawkins là "Một ngôi sao sáng chói, có sức thuyết phục tuyệt vời". Jordan Hoffman đánh giá nó ba ngôi sao trên năm ngôi sao trong tờ The Guardian, và dự đoán Sally Hawkins sẽ thu hút nhiều người cho màn trình diễn của cô. Nhà phê bình Manohla Dargis của tờ New York Times đã viết “Maudie vượt qua sự hoài nghi của người xem và sự diễn xuất của Sally Hawkins đã đưa Maud Lewis trở lại thực tại.
Ở Canada, Kate Taylor, viết cho tờ The Globe And Mail, đã cho bộ phim ba ngôi sao trên năm ngôi sao, cho rằng “Đạo diễn Aisling Walsh đã khiến câu chuyện trở nên xúc động”.Chris Knight đã trao cho nó ba ngôi sao rưỡi trên năm ngôi sao trong tờ National Post và khen ngợi Ethan Hawke vì "màn trình diễn cam kết nhưng không rõ ràng". Peter Howell của tờ The Toronto Star đã cho nó ba ngôi sao trên năm ngôi sao và tuyên bố “Bộ phim xứng đáng với giải thưởng" và đồng thời ca ngợi Sally Hawkins về “phẩm giá và sự quyết tâm của cô”. Luc Boulanger đã cho nó ba ngôi sao trên năm ngôi sao trên tờ La Presse và bày tỏ sự tiếc nuối về tài năng nghệ thuật của Maud Lewis vì bị che khuất ở Quebec. Ở Ireland, Donald Clarke gọi bộ phim là một "nghiên cứu tuyệt vời" trên Thời Báo Ai-len (The Irish Times), tìm thấy giọng điệu buồn và nhận xét về nghèo đói là chủ đề, nhưng nói rằng nó thể hiện "lòng nhân từ và chủ nghĩa nhân văn thầm lặng", và đã cho nó bốn trong số năm sao. Paul Whitington của tờ Độc lập Ai-len (Irish Independent) đã viết "Maudie khéo léo tránh sự nham hiểm và tình cảm để cho chúng ta một phiên bản thô sơ và ngang ngược về cuộc sống đáng chú ý của Maud Lewis".

### Giải thưởng
Tại Liên hoan phim quốc tế Vancouver 2016, nơi mà Maudie là bộ phim khai mạc, nó đã giành giải thưởng Super Channel People Choice, giải thưởng khán giả hàng đầu tại liên hoan phim truyện. Tại Giải thưởng màn ảnh Ca-na-đa lần thứ 6, phim đã nhận được bảy đề cử, nằm trong số năm phim nhận được nhiều đề cử nhất với tám hoặc bảy mỗi phim.
| Giải thưởng                                  | Ngày                 | Hạng mục                              | Người nhận                                               | Kết quả | Ref(s)        |
| -------------------------------------------- | -------------------- | ------------------------------------- | -------------------------------------------------------- | ------- | ------------- |
| Giải thưởng ACTRA                            | 25 tháng 2 năm 2017  | Diễn viên nữ xuất sắc                 | Kari Matchett                                            | Đề cử   | [ 34 ]        |
| Liên hoan phim Đại Tây Dương                 | 22 tháng 9 năm 2016  | Phim xuất sắc nhất Đại Tây Dương      | Aisling Walsh                                            | Thắng   | [ 35 ]        |
| Liên hoan phim Đại Tây Dương                 | 22 tháng 9 năm 2016  | Kịch bản xuất sắc nhất Đại Tây Dương  | Sherry White                                             | Thắng   | [ 36 ] [ 37 ] |
| Giải thưởng Màn hình Ca-na-đa                | 11 tháng 3 năm 2018  | Phim xuất sắc nhất                    | Bob Cooper, Mary Young Leckie, Mary Sexton, Susan Mullen | Thắng   | [ 36 ] [ 37 ] |
| Giải thưởng Màn hình Ca-na-đa                | 11 tháng 3 năm 2018  | Đạo diễn xuất sắc nhất                | Aisling Walsh                                            | Thắng   | [ 36 ] [ 37 ] |
| Giải thưởng Màn hình Ca-na-đa                | 11 tháng 3 năm 2018  | Kịch bản gốc xuất sắc nhất            | Sherry White                                             | Thắng   | [ 36 ] [ 37 ] |
| Giải thưởng Màn hình Ca-na-đa                | 11 tháng 3 năm 2018  | Nữ diễn viên chính xuất sắc nhất      | Sally Hawkins                                            | Thắng   | [ 36 ] [ 37 ] |
| Giải thưởng Màn hình Ca-na-đa                | 11 tháng 3 năm 2018  | Nam diễn viên phụ xuất sắc nhất       | Ethan Hawke                                              | Thắng   | [ 36 ] [ 37 ] |
| Giải thưởng Màn hình Ca-na-đa                | 11 tháng 3 năm 2018  | Dựng phim xuất sắc nhất               | Stephen O'Connell                                        | Thắng   | [ 36 ] [ 37 ] |
| Giải thưởng Màn hình Ca-na-đa                | 11 tháng 3 năm 2018  | Thiết kế trang phục xuất sắc nhất     | Trysha Bakker                                            | Thắng   | [ 36 ] [ 37 ] |
| Hiệp hội Quay phim Ca-na-đa                  | 1 tháng 4 năm 2017   | Quay phim đặc sắc nhất                | Guy Godfree                                              | Thắng   | [ 38 ]        |
| Liên hoan phim quốc tế Cinéfest Sudbury      | 25 tháng 9 năm 2016  | Phim truyện xuất sắc nhất             | Aisling Walsh                                            | Thắng   | [ 39 ]        |
| Giải thưởng Điện ảnh và Truyền hình Ai-len   | 15 tháng 2 năm 2018  | Bộ phim xuất sắc nhất                 | Aisling Walsh                                            | Đề cử   | [ 40 ] [ 41 ] |
| Giải thưởng Điện ảnh và Truyền hình Ai-len   | 15 tháng 2 năm 2018  | Đạo diễn xuất sắc nhất                | Aisling Walsh                                            | Thắng   | [ 40 ] [ 41 ] |
| Giải thưởng Điện ảnh và Truyền hình Ai-len   | 15 tháng 2 năm 2018  | Nam diễn viên quốc tế xuất sắc nhất   | Ethan Hawke                                              | Thắng   | [ 40 ] [ 41 ] |
| Giải thưởng Điện ảnh và Truyền hình Ai-len   | 15 tháng 2 năm 2018  | Nữ diễn viên quốc tế xuất sắc nhất    | Sally Hawkins                                            | Đề cử   | [ 40 ] [ 41 ] |
| Giải thưởng Điện ảnh và Truyền hình Ai-len   | 15 tháng 2 năm 2018  | Thiết kế sản xuất xuất sắc nhất       | John Hand                                                | Thắng   | [ 40 ] [ 41 ] |
| Giải thưởng Điện ảnh và Truyền hình Ai-len   | 15 tháng 2 năm 2018  | Biên tập âm thanh xuất sắc nhất       | Marco Dolle, Steve Munro, Garret Farrell                 | Đề cử   | [ 40 ] [ 41 ] |
| Giải thưởng Vòng tròn Phê bình phim Luân Đôn | 28 tháng 1 năm 2018  | Nữ diễn viên của năm                  | Sally Hawkins                                            | Thắng   | [ 42 ] [ 43 ] |
| Liên hoan phim Montclair                     | Tháng 5 năm 2017     | Giải thưởng khán giả                  | Aisling Walsh                                            | Thắng   | [ 44 ]        |
| Hiệp hội Phê bình phim Quốc gia              | 6 tháng 1 năm 2018   | Nữ diễn viên xuất sắc nhất            | Sally Hawkins                                            | Thắng   | [ 45 ]        |
| Hiệp hội Phê bình phim San Diego             | 11 tháng 12 năm 2017 | Nữ diễn viên xuất sắc nhất            | Sally Hawkins                                            | Thắng   | [ 46 ]        |
| Hiệp hội Phê bình phim San Diego             | 11 tháng 12 năm 2017 | Nam diễn viên phụ xuất sắc nhất       | Ethan Hawke                                              | Đề cử   | [ 47 ]        |
| Liên hoan phim quốc tế Vancouver             | 14 tháng 10 năm 2016 | Giải thưởng Lựa chọn của mọi người    | Aisling Walsh                                            | Thắng   | [ 32 ]        |
| Giải thưởng Mạng hình ảnh Phụ nữ             | Tháng 2 năm 2018     | Phim xuất sắc nhất do phụ nữ đạo diễn | Aisling Walsh                                            | Đề cử   | [ 48 ] [ 49 ] |
| Giải thưởng Mạng hình ảnh Phụ nữ             | Tháng 2 năm 2018     | Phim truyện xuất sắc nhất             | Aisling Walsh                                            | Thắng   | [ 48 ] [ 49 ] |
| Giải thưởng Mạng hình ảnh Phụ nữ             | Tháng 2 năm 2018     | Nữ diễn viên điện ảnh xuất sắc nhất   | Sally Hawkins                                            | Đề cử   | [ 48 ] [ 49 ] |
| Hội nhà văn Ca-na-đa                         | 24 tháng 4 năm 2017  | Giải thưởng WGC                       | Sherry White                                             | Thắng   | [ 50 ]        |

## Tác động
Bộ phim đã hồi sinh của sự quan tâm của mọi người đến các tác phẩm tuyệt vời của nữ họa sĩ Maud Lewis. Các cuộc triển lãm tranh của Nova Scotia đã báo cáo rằng có 3 134 người đến xem tác phẩm, công việc và nhà của Maud từ giữa tháng Ba và đầu tháng Năm, tăng từ 2 084 người so với năm trước. Một cuộc đấu giá từ thiện ở Ontario cho một bức tranh của Maud Lewis được bán với giá 45,000 đô-la, vượt qua số tiền được trả trước đây cho bức tranh lần đấu giá trước của Maud Lewis, 22,000 đô la vào năm 2009. Trong khi đó, các tác phẩm khác của bà như Chân dung của Eddie Barnes và Ed Murphy, Tôm hùm và Ngư dân, Vịnh Viễn cảnh, Nova Scotia, được ước tính có trị giá là 16,000 đô-la Mỹ, nhưng lại được bán với giá hơn gấp đôi. Các bản in của tác phẩm Bức chân dung Everett Lewis, Cửa sổ của Maudie năm 1969 của nghệ sĩ William Johnson ở Luân Đôn, cũng được gửi đến Bảo tàng Luân Đôn. Nhà viết tiểu sử của Maud Lewis, Lance Woolaver, đã nhận được sự gia tăng doanh số của cuốn sách Maud Lewis: The Heart on the Door (với tựa Việt là Nữ họa sĩ Maud Lewis: Trái tim bên cánh cửa).